# 陳塘 (太平)
陈塘是中国广东省广州市从化区的一个自然村。在太平镇东面约7千米，属飞鹅村管辖。清朝时建村，因村民姓陈而得名。1998年时，全村人口98人。